# Летов Š-231
Летов Š-231 (чеш. Letov Š-231) је ловачки авион направљен у Чехословачкој. Авион је први пут полетео 1933. године. 

Кориштени су у две ескадриле чехословачког РВ. Мања група авиона је послата и у Шпанију, где су се борили у саставу републиканског РВ.

## Наоружање
| Наоружање авиона: Летов        |                               |
| Ватрено (стрељачко) наоружање  |                               |
| Топ                            |                               |
| Митраљез                       |                               |
| Број и ознака митраљеза        | 4 Strakonice 30               |
| Калибар                        | 7,92                          |
| Бомбардерско наоружање (бомбе) |                               |
| Класичне авио бомбе            | 6                             |
| Укупна маса                    | до 72 kg, 6 од по 12 kg свака |
| Ракетно наоружање (ракете)     |                               |